# Maximiliano Caufriez
Maximiliano Caufriez ([ur. 16 lutego 1997 w Beveren) – belgijski piłkarz grający na pozycji środkowego obrońcy. Od 2021 jest zawodnikiem klubu Spartak Moskwa. W sierpniu 2022 został wypożyczony na rok do Clermont Foot 63.

## Kariera klubowa
Swoją karierę piłkarską Caufriez rozpoczynał w juniorach takich klubów jak: RAEC Mons (do 2008), RSC Anderlecht (2008-2012) i Standard Liège (2012-2015). W 2015 roku został zawodnikiem klubu Waasland-Beveren. 9 kwietnia 2006 zadebiutował w jego barwach w pierwszej lidze belgijskiej w zremisowanym 0:0 wyjazdowym meczu z Royalem Excel Mouscron. W Waasland-Beveren grał do września 2020.
11 września 2020 Caufriez został piłkarzem Sint-Truidense VV, który zapłacił za niego milion euro. W Sint-Truidense zadebiutował 9 sierpnia 2020 w zwycięskim 3:1 wyjazdowym spotkaniu z KV Kortrijk. W Sint-Truidense spędził rok.
29 sierpnia 2021 Caufriez podpisał kontrakt ze Spartakiem Moskwa, do którego przeszedł za kwotę 2,5 miliona euro. W Spartaku swój debiut zaliczył 11 września 2021 w wygranym 3:1 domowym meczu z FK Chimki. W sierpniu 2022 został wypożyczony do francuskiego zespołu Clermont Foot 63 do końca sezonu 2022-2023.
| Sezon   | Klub              | Kraj   | Rozgrywki       | Mecze | Gole |
| ------- | ----------------- | ------ | --------------- | ----- | ---- |
| 2015/16 | Waasland-Beveren  | Belgia | Eerste klasse A | 4     | 1    |
| 2016/17 | Waasland-Beveren  | Belgia | Eerste klasse A | 5     | 0    |
| 2017/18 | Waasland-Beveren  | Belgia | Eerste klasse A | 24    | 0    |
| 2018/19 | Waasland-Beveren  | Belgia | Eerste klasse A | 31    | 1    |
| 2019/20 | Waasland-Beveren  | Belgia | Eerste klasse A | 29    | 0    |
| 2020/21 | Waasland-Beveren  | Belgia | Eerste klasse A | 4     | 0    |
| 2020/21 | Sint-Truidense VV | Belgia | Eerste klasse A | 19    | 1    |
| 2021/22 | Sint-Truidense VV | Belgia | Eerste klasse A | 5     | 0    |

## Kariera reprezentacyjna
W swojej karierze Caufriez grał w młodzieżowych reprezentacjach Belgii na szczeblach U-18, U-19 i U-21.